# تشارلز بي ديكسون
تشارلز بي ديكسون (بالإنجليزية: Charles P. Dixon)‏ مواليد 07 فبراير 1873 في إنجلترا - الوفاة 07 أبريل 1939 في لندن، كان لاعب كرة مضرب بريطاني. كما أنه أحد أبطال الجراند سلام. أعلى تصنيف له في الفردي كان المركز الـ 6 في سنة 1913. سبق أن شارك في دورة الألعاب الأولمبية الصيفية.

## بطولات حققها
- بطولة ويمبلدون

## النهائيات

### الزوجي (الألقاب 3, الوصافة 1)
| الحصيلة | السنة | البطولة                       | الأرضية | الشريك           | المنافس                               | النتيجة            |
| ------- | ----- | ----------------------------- | ------- | ---------------- | ------------------------------------- | ------------------ |
| الفوز   | 1912  | بطولة ويمبلدون                | عشبية   | هربرت روبر باريت | ماكس ديكوجيس أندريه جوبرت             | 3–6, 6–3, 6–4, 7–5 |
| الفوز   | 1912  | بطولة أستراليا المفتوحة للتنس | عشبية   | جيمس سيسيل بارك  | ألفريد بيميش غوردون لوي               | 6–4, 6–4, 6–2      |
| الفوز   | 1913  | بطولة ويمبلدون                | عشبية   | هربرت روبر باريت | هاينريش كلينسشروث فريدريش فيلهلم راهي | 6–2, 6–4, 4–6, 6–2 |
| الوصافة | 1914  | بطولة ويمبلدون                | عشبية   | هربرت روبر باريت | نورمان بروكس أنتوني ويلدينغ           | 1–6, 1–6, 7–5, 6–8 |

## الميداليات
| الميدالية | المسابقة                       |
| --------- | ------------------------------ |
| برونزية   | الألعاب الأولمبية الصيفية 1908 |
| ذهبية     | الألعاب الأولمبية الصيفية 1912 |
| فضية      | الألعاب الأولمبية الصيفية 1912 |
| برونزية   | الألعاب الأولمبية الصيفية 1912 |

## روابط خارجية
- تشارلز بي ديكسون على موقع رابطة محترفي التنس (الإنجليزية)
- تشارلز بي ديكسون على موقع الاتحاد الدولي لكرة المضرب (الإنجليزية)
- تشارلز بي ديكسون على موقع كأس ديفيز (الإنجليزية)
- تشارلز بي ديكسون على موقع خلاصة التنس.كوم (الإنجليزية)
- تشارلز بي ديكسون على موقع اللجنة الأولمبية الدولية (الإنجليزية)
- تشارلز بي ديكسون على موقع أوليمبيديا (الإنجليزية)